# Сублапоноидный тип

Примеры сублапоноидного типа

Сублапоно́идный антропологи́ческий тип — антропологический тип, свойственный части финно- и тюркоязычного населения волго-камских районов. Может рассматриваться как вариант уральской расы, распространённый в северо-восточной части её ареала. Название указывает на сходство с лапоноидным типом.

## Физическая характеристика
Сублапоноидный тип характеризуется суббрахикефалией, смешанной пигментацией волос и глаз, широким носом, невысоким переносьем, прямой или вогнутой спинкой носа, большой складкой века, слабо развитой бородой, с невысоким и среднешироким лицом. Рост ниже среднего. Эпикантус обычно отсутствует или встречается изредка.
Несмотря на то, что этот компонент имеет ряд общих черт с монголоидным, как, например, значительно развитая складка века, изредка встречающийся эпикантус, слабый рост бороды, некоторая уплощённость лица, по другим признакам между ними существуют определённые отличия.

## Рождение и употребление термина
Польский антрополог Ян Чекановский выделил в 1911 г. «дославянский» («преславянский», präslawische) тип, который позднее стали называть сублапоноидным.
Советский антрополог В. В. Бунак выделил в 1920—1930-е годы вятско-камский, или сублапоноидный комплекс в составе пермских финнов. Позже он переименовал его в ветлужско-камский, а термин «вятско-камский комплекс черт» перенёс на иной, более европеоидный антропологический вариант русского населения данного региона. Однако понятие о вятско-камском комплексе как сублапоноидном варианте уральской расы продолжает довольно часто использоваться антропологами и специалистами смежных дисциплин.
Широко употребляемые в прошлом термины «субуральский» и «сублапоноидный» всё чаще заменяются терминами «уралоидный», «уралоидность»: они понимаются как обобщённое направление в расовой изменчивости: прежде всего это грацильность (гипоморфность) антропологического комплекса, тенденция к низколицести, широколицести и расширению носа в сочетании с некоторым ослаблением выраженности европеоидных
особенностей лица (появление слабой уплощённости, понижение переносья, в современных комплексах — тенденция к депигментации волос и глаз).

## Распространение и происхождение
Выделяется у части финно- и тюркоязычного населения волго-камских районов: в частности, присутствует у татар, удмуртов, мари и некоторых групп русских.
Советские антропологи рассматривали сублапоноидный компонент как переходный, образовавшийся в древности на территории Восточной Европы из смешения евразийских монголоидов и местного европеоидного населения.
Также сублапоноидным назывался расовый компонент, выделяемый в населении Польши: это вариант восточно-балтийской расы, отличавшийся более низким ростом, более широким носом, более глубокой переносицей и более выдающимися скулами. Чекановский считал его древним компонентом, сохранившимся со времён неолита.